# Forță de compresiune

Compresiune axială

În fizică și rezistența materialelor, forța de compresiune este o componentă a unei perechi echilibrate de forțe aplicate spre interior („împingere”) în diferite puncte ale unui material sau structuri, adică forțe fără rezultantă sau cuplu, direcționate astfel încât să reducă dimensiunea obiectului asupra căruia sunt aplicate în una sau mai multe direcții. Este opusa forței de întindere. Rezistența la compresiune⁠(d) a materialelor și structurilor este un aspect important în inginerie.
În compresiunea axială, forțele sunt direcționate într-o singură direcție, astfel încât să determine scăderea lungimii obiectului în acea direcție. Forțele de compresiune pot fi aplicate și în mai multe direcții, de exemplu spre interior de-a lungul marginilor unei plăci sau pe toată suprafața laterală a unui cilindru, astfel încât să se reducă secțiunea, sau spre interior pe întreaga suprafață a unui corp, astfel încât să-i reducă volumul.
Tehnic, un material este supus compresiunii, într-un anumit punct și de-a lungul unei direcții specifice x, dacă componenta normală a forței aplicate pe o suprafață este direcționată în sens opus lui x. Dacă solicitarea (efortul unitar) este opusă lui x, se spune că materialul este supus unei compresiuni normale, iar în el apare un efort unitar de compresiune pură, de-a lungul x. Într-un solid, mărimea efortului unitar depinde în general de direcția x, iar materialul poate fi comprimat pe unele direcții, dar întins pe altele (de exemplu la flambajul⁠(d) elastic al unei grinzi în urma unor forțe axiale de compresiune, partea concavă este puternic solicitată la compresiune, în timp ce partea convexă este slab solicitată, putând fi chiar întinsă, adică supusă unei solicitări de întindere). Dacă vectorul efortului unitar este pur de compresiune și are aceeași mărime în toate direcțiile, se spune că materialul este sub compresiune hidrostatică în acel punct. Acesta este singurul tip de compresiune statică care poate să apară în lichide și gaze.
Într-o undă mecanică⁠(d) longitudinală, mediul este deplasat în direcția undei, rezultând zone de compresiune și de destindere⁠(d).

## Efecte
Când este pus sub compresiune (sau orice alt tip de solicitare), orice material va suferi o oarecare deformare, chiar dacă este imperceptibilă, care determină modificarea pozițiilor relative medii ale atomilor și moleculelor sale. Deformarea poate fi permanentă sau poate fi inversată când forțele de compresiune dispar. În acest din urmă caz, deformarea dă naștere la reacțiuni care se opun forțelor de compresiune și le pot echilibra în cele din urmă.
Lichidele și gazele nu rezistă la compresiunea axială, ele se vor deforma prompt și permanent și nu vor oferi nicio reacțiune permanentă. Totuși, ele pot suporta compresiuni hidrostatice, sau pot fi comprimate temporar în alte moduri, de exemplu de către undele sonore.
Orice material obișnuit se va contracta în volum când este supus unei compresiuni hidrostatice, se va contracta în zona secțiunii transversale când este supus unei compresiuni pe conturul secțiunii respective, respectiv se va contracta în lungime când este supus unei compresiuni axiale. Deformarea poate să nu fie uniformă și să nu fie aliniată cu forțele de compresiune (v. exemplul de mai sus despre flambaj). Ceea ce se întâmplă în direcțiile în care nu există compresiuni depinde de material. Majoritatea materialelor se vor extinde în acele direcții, dar unele materiale speciale vor rămâne neschimbate sau chiar se vor contracta. În general, relația dintre solicitarea aplicată unui material și deformația rezultată este un subiect central al mecanicii mediilor continue.

## Utilizări

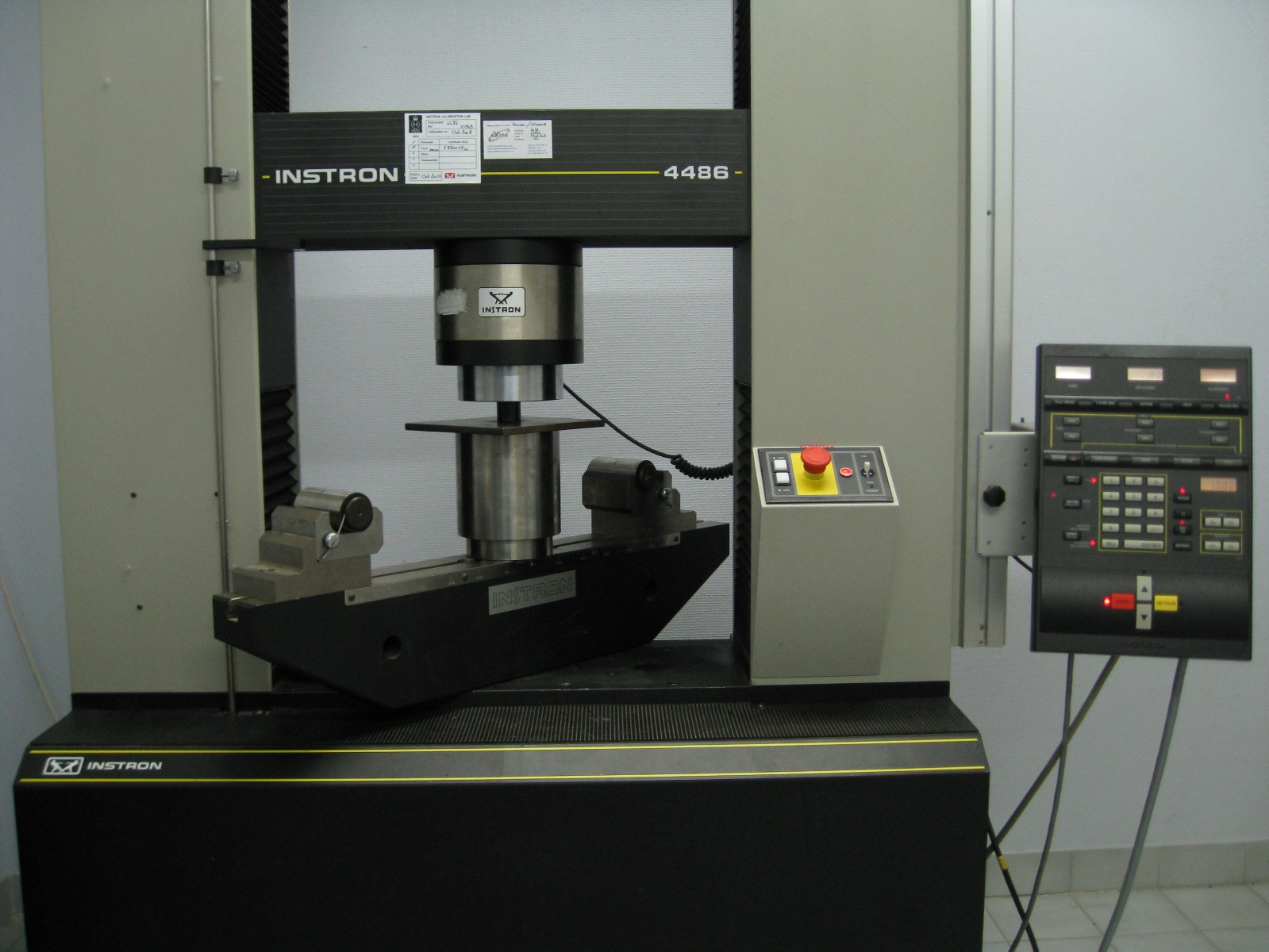
Încercare la compresiune pe o mașină de încercări mecanice

Forțele de compresiune apar în mod natural în toate construcțiile, deoarece sunt supuse forțelor de gravitație. Compresiunea solidelor are multe implicații în știința materialelor, fizică și ingineria structurală, deoarece compresiunea produce eforturi unitare considerabile.
Cu ajutorul forțelor de compresiune se determină o serie de proprietăți mecanice, ca rezistența la compresiune și modulul lui Young. Mașinile de încercări la compresiune variază de la sisteme foarte mici până la cele care pot dezvolta forțe de 50 MN (echivalente cu greutatea unei mase de 5000 de tone).
Gazele sunt adesea depozitate și expediate sub formă comprimată, pentru a economisi spațiu. Lichidele sub presiune sunt utilizate în diverse echipamente hidraulice.